# طلائیه
طَلائیه منطقه‌ای مرزی و بیابانی خشک در غرب استان خوزستان است، که در محدوده شهرستان هویزه قرار گرفته‌ است. این منطقه پیشتر هور با پوشش گیاهی نیزار بود و با ساخت سد کرخه و نیز در پی پیامدهای جنگ، کاملاً خشک شده‌است. بخش‌هایی از طلائیه در هنگام طغیان هورالهویزه به زیر آب می‌رود و باتلاقی می‌شود. میدان نفتی مجنون؛ یکی از بزرگترین میدان‌های نفتی عراق، در سال ۱۹۷۵ در نزدیکی خط مرزی کشف شد. بخشی از مخزن این میدان نفتی در جنوب‌شرقی هور در خاک ایران قرار دارد.

## جنگ
پیش از آغاز جنگ ایران و عراق در تاریخ ۲۷ شهریور ۱۳۵۹ بر پایهٔ گزارش گروهان ژاندارمری هوزگان، نیروهای عراقی روبروی پاسگاه طلائیه قدیم با ۱۰۰ عراده تانک و روبروی پاسگاه طلائیه جدید با سنگرسازی و انتقال نیروها، برای حمله آماده می‌شدند. طلائیه از روزهای آغازین جنگ تا عقب‌نشینی عراق در عملیات بیت‌المقدس در دست نیروهای عراقی بود.

## مرز
خطوط مرزی یا دال طلائیه دو خط مستقیم با زاویهٔ ۹۰ درجه هستند. برپایهٔ عهدنامه ۱۹۷۵ الجزایر خط مستقیم افقی (از پیچ کوشک تا طلائیه) از میل مرزی ۱۲ به سمت غرب تا میل مرزی ۱۴–آ و خط مستقیم عمودی از میل مرزی ۱۴–آ به سمت شمال تا میل مرزی ۱۴–ب ادامه‌دارد. جادهٔ قدیم هویزه نشوه از این مرز می‌گذشت.

## دژ بارلِو
عراق در راستای مرز کوشک طلائیه سیم‌خاردار کشیده و زمین را مین‌گذاری کرده‌بود و کانال آبی به عرض ۴ و عمق ۴ متر ساخته‌بود، که درون آن هم سیم‌خاردار و مین‌گذاری ‌شده‌بود. در پشت این کانال خاکریزها یا دژهایی ‌سه‌گوش در دو ردیف ساخته‌شده بود.

## حملات شیمیایی
عراق بارها این منطقه را بمباران شیمیایی کرده‌است. از این جمله حملات: در پدافند عراق علیه عملیات خیبر از ۶ اسفند ۱۳۶۲ تا ۱۶ فروردین ۱۳۶۳ با گازهایی چون خردل، تابون و فسژن طلائیه بمباران و سمپاشی شد، همچنین نیزارهای منطقه با بمبهای آتش‌زا و فسفری به آتش کشیده‌ و تا پایان جنگ از سوی عراق آب از کانال سوئیب بسوی طلائیه سرازیر شد.
آخرین حملات شیمیایی عراق در این منطقه، در تاریخ ۴ تیر ۱۳۶۷ برای ستاندن جزیره مجنون از دست نیروهای ایرانی بود.

## پس از آتش‌بس
چهار روز پس از پذیرش قطعنامه ۵۹۸ شورای امنیت از سوی ایران، در تاریخ ۳۱ تیر ۱۳۶۷ عراق این منطقه را دوباره اشغال کرد. در نامه‌ای خطاب به شورای امنیت به تاریخ ۸ دی ۱۳۶۷ دکتر علی‌اکبر ولایتی، از ادامهٔ اشغال خاک ایران و استخراج نفت از نفت‌شهر، سمیده و طلائیه شکایت کرد.

## یادمان طلائیه
با یافت شمار زیادی از پیکرهای جان‌باختگان جنگ در ۸ کیلومتری غرب پاسگاه طلائیهٔ قدیم، حسینیهٔ حضرت ابوالفضل در آنجا برای یادمان و بزرگداشتشان ساخته‌شد. هیئت وزیران این منطقه را در سال ۱۳۸۷ به‌عنوان منطقهٔ نمونهٔ گردشگری تصویب کرد.